# Екземплифікант
Екземпліфікант (від сер.-лат. exemplificare — «ілюструвати, служити прикладом») — слово, фраза або ж власна назва, використовуване як приклад для позначення невідомого об'єкта або особистості, місця, часу, або для їх позначення в узагальнені, чи коли уточнення непотрібне/небажане/неможливе.

## Приклади

### В українській мові
- Ім'ярек — ім'я в церковних текстах, зазвичай замість імені тієї особи, що читає молитву.
- Іван Іванович Іваненко, Петро Петрович Петренко — будь-яка особа.
- Як рак на горі свисне — ніколи.

### В латинській мові
- Ad Calendas Graecas (до грецьких календ) — коли-небудь або ніколи.
- Lorem ipsum — умовний текст.

### В англійській мові
- Ace чи Acme — популярні слова в назвах, що дозволяють виводити їх першими при сортуванні за алфавітом. Acme Corporation — поширена назва для вигаданих корпорацій.
- Foobar — назва змінної, функції чи команди в програмуванні, чиї призначення неважливі.
- Umpteen — велике число.
- Аліса і Боб — імена для опису взаємодії осіб.
- Джон Доу — позначення невідомої чи анонімної сторони в судовому процесі.
- Томмі Аткінс, Білл Одді — ім'я на позначення пересічного бійця британської армії.
- 555 — префікс телефонного номера.

### В норвезькій мові
- Peder Ås — екземплифікант, що використовується переважно у юридичній освіті, спочатку на іспитах Юридичного факультету Університету Осло.

### В російській мові
- Вася Пупкін — невідома, несуттєва чи пересічна особа.
- Пушкін — людина, що виконує роботу за когось (хто це зробить — Пушкін?).